# Le Lombard
Le Lombard to belgijskie wydawnictwo komiksowe z siedzibą w Brukseli, założone w 1946 roku przez Raymonda Leblanca. Od 2004 roku należy do grupy wydawniczej Dargaud. Do najsłynniejszych serii komiksowych publikowanych przez Le Lombard należą: Thorgal, Ric Hochet, Rork, Yakari, Yans, Alpha, Uczeń Ducobu, Cubitus, Smerfy, Clifton, Leonard.